# Горній Косинь
44°43′ пн. ш. 15°16′ сх. д. / 44.71° пн. ш. 15.27° сх. д.
Горній Косинь (хорв. Gornji Kosinj) — населений пункт у Хорватії, у Лицько-Сенській жупанії у складі громади Перушич.

## Населення
Населення за даними перепису 2011 року становило 132 осіб.
Динаміка чисельності населення поселення:

## Клімат
Середня річна температура становить 8,77 °C, середня максимальна – 22,39 °C, а середня мінімальна – -6,83 °C. Середня річна кількість опадів – 1264 мм.
| Клімат поселення                              | Клімат поселення | Клімат поселення | Клімат поселення | Клімат поселення | Клімат поселення | Клімат поселення | Клімат поселення | Клімат поселення | Клімат поселення | Клімат поселення | Клімат поселення | Клімат поселення | Клімат поселення |
| Показник                                      | Січ.             | Лют.             | Бер.             | Квіт.            | Трав.            | Черв.            | Лип.             | Серп.            | Вер.             | Жовт.            | Лист.            | Груд.            |                  |
| Середній максимум, °C                         | 6,00             | 7,43             | 10,51            | 14,42            | 18,97            | 22,39            | 22,30            | 21,97            | 17,88            | 13,64            | 8,43             | 4,77             |                  |
| Середня температура, °C                       | −0,41            | 1,00             | 4,10             | 8,01             | 12,55            | 15,98            | 18,15            | 17,81            | 13,72            | 9,49             | 4,28             | 0,60             |                  |
| Середній мінімум, °C                          | −6,83            | −5,41            | −2,32            | 1,59             | 6,14             | 9,58             | 13,99            | 13,66            | 9,57             | 5,34             | 0,12             | −3,54            |                  |
| Норма опадів, мм                              | 94               | 92               | 92               | 102              | 92               | 91               | 59               | 78               | 127              | 145              | 163              | 129              |                  |
| Середньомісячна швидкість вітру, м/с          | 2.27             | 2.40             | 2.64             | 2.55             | 2.35             | 2.16             | 2.12             | 2.03             | 2.12             | 2.24             | 2.50             | 2.51             |                  |
| Середньомісячна сонячна радіація, кДж/м²·день | 4497             | 7255             | 10673            | 15126            | 19266            | 21073            | 23010            | 19868            | 14594            | 9321             | 4861             | 3771             |                  |
| --------------------------------------------- | ---------------- | ---------------- | ---------------- | ---------------- | ---------------- | ---------------- | ---------------- | ---------------- | ---------------- | ---------------- | ---------------- | ---------------- | ---------------- |
| Джерело:                                      |                  |                  |                  |                  |                  |                  |                  |                  |                  |                  |                  |                  |                  |